# Comuni della Bulgaria

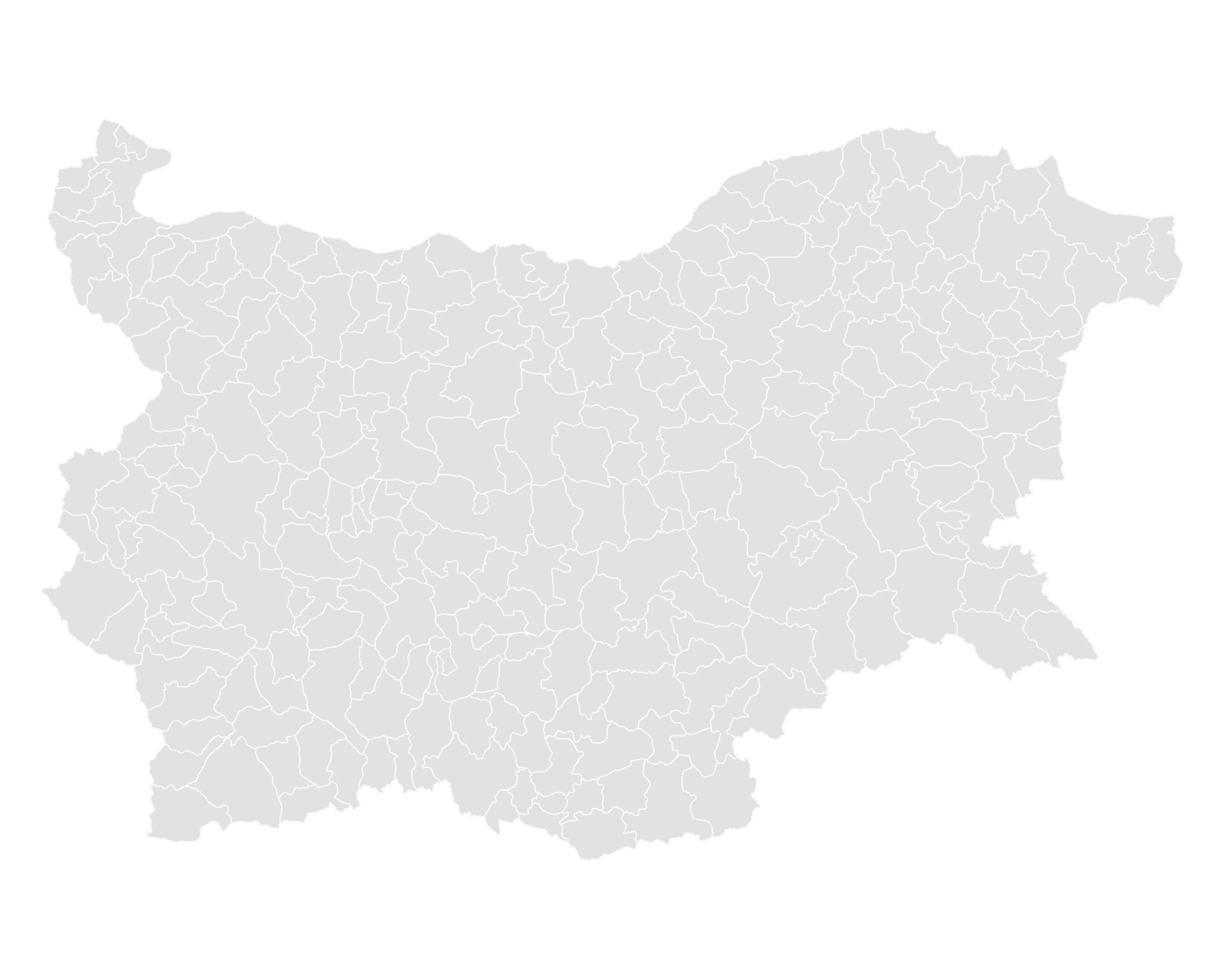
Comuni della Bulgaria

I comuni della Bulgaria (in bulgaro общини?, obštini, /ˈɔpʃtini/, al singolare: община, obština, /ˈɔpʃtina/) costituiscono la suddivisione amministrativa di secondo livello del Paese, dopo i distretti (области, oblasti), e ammontano a 264.
Previsti dagli articoli 135-141 della Costituzione bulgara, sono enti locali per i quali è prevista l'elezione popolare.

## Distretto di Blagoevgrad
- Bansko
- Belica
- Blagoevgrad (capoluogo del distretto)
- Gărmen
- Goce Delčev
- Hadžidimovo
- Jakoruda
- Kresna
- Petrič
- Razlog
- Sandanski
- Satovča
- Simitli
- Strumjani

## Distretto di Burgas
- Ajtos
- Burgas (capoluogo del distretto)
- Carevo
- Kameno
- Karnobat
- Malko Tărnovo
- Nesebăr
- Pomorie
- Primorsko
- Ruen
- Sozopol
- Sredec
- Sungurlare

## Distretto di Dobrič
- Balčik
- Dobrička
- Dobrič (capoluogo del distretto)
- General Toševo
- Kavarna
- Krušari
- Šabla
- Tervel

## Distretto di Gabrovo
- Drjanovo
- Gabrovo (capoluogo del distretto)
- Sevlievo
- Trjavna

## Distretto di Haskovo
- Dimitrovgrad
- Harmanli
- Haskovo (capoluogo del distretto)
- Ivajlovgrad
- Ljubimec
- Madžarovo
- Mineralni Bani
- Simeonovgrad
- Stambolovo
- Svilengrad
- Topolovgrad

## Distretto di Jambol
- Boljarovo
- Elhovo
- Jambol (capoluogo del distretto)
- Straldža
- Tundža

## Distretto di Kărdžali
- Ardino
- Černoočene
- Džebel
- Kărdžali (capoluogo del distretto)
- Kirkovo
- Krumovgrad
- Momčilgrad

## Distretto di Kjustendil
- Boboševo
- Bobov dol
- Dupnica
- Kočerinovo
- Kjustendil (capoluogo del distretto)
- Nevestino
- Rila
- Sapareva banja
- Trekljano

## Distretto di Loveč
- Aprilci
- Jablanica
- Letnica
- Lukovit
- Loveč (capoluogo del distretto)
- Teteven
- Trojan
- Ugărčin

## Distretto di Montana
- Berkovica
- Bojčinovci
- Brusarci
- Čiprovci
- Georgi Damjanovo
- Jakimovo
- Lom
- Medkovec
- Montana (capoluogo del distretto)
- Vălčedrăm
- Văršec

## Distretto di Pazardžik
- Batak
- Belovo
- Bracigovo
- Lesičovo
- Panagjurište
- Pazardžik (capoluogo del distretto)
- Peštera
- Rakitovo
- Septemvri
- Strelča
- Velingrad

## Distretto di Pernik
- Breznik
- Kovačevci
- Pernik (capoluogo del distretto)
- Radomir
- Trăn
- Zemen

## Distretto di Pleven
- Belene
- Červen Brjag
- Dolna Mitropolija
- Dolni Dăbnik
- Guljanci
- Iskăr
- Kneža
- Levski
- Nikopol
- Pleven (capoluogo del distretto)
- Pordim

## Distretto di Plovdiv
- Asenovgrad
- Brezovo
- Hisarija
- Kalojanovo
- Karlovo
- Kričim
- Kuklen
- Lăki
- Marica
- Părvomaj
- Peruštica
- Plovdiv (capoluogo del distretto)
- Rakovski
- Rodopi
- Sadovo
- Săedinenie
- Sopot
- Stambolijski

## Distretto di Razgrad
- Car Kalojan
- Isperih
- Kubrat
- Loznica
- Razgrad (capoluogo del distretto)
- Samuil
- Zavet

## Distretto di Ruse
- Borovo
- Bjala
- Cenovo
- Dve Mogili
- Ivanovo
- Ruse (capoluogo del distretto)
- Slivo Pole
- Vetovo

## Distretto di Silistra
- Alfatar
- Dulovo
- Glavinica
- Kajnardža
- Silistra (capoluogo del distretto)
- Sitovo
- Tutrakan

## Distretto di Sliven
- Kotel
- Nova Zagora
- Sliven (capoluogo del distretto)
- Tvărdica

## Distretto di Smoljan
- Banite
- Borino
- Čepelare
- Devin
- Dospat
- Madan
- Nedelino
- Rudozem
- Smoljan (capoluogo del distretto)
- Zlatograd

## Sofia
- Sofia

Sofia è anche capoluogo del Distretto di Sofia, di cui però non fa parte.

## Distretto di Sofia
- Anton
- Botevgrad
- Božurište
- Čavdar
- Čelopeč
- Dolna Banja
- Dragoman
- Elin Pelin
- Etropole
- Godeč
- Gorna Malina
- Ihtiman
- Koprivštica
- Kostenec
- Kostinbrod
- Mirkovo
- Pirdop
- Pravec
- Samokov
- Slivnica
- Svoge
- Zlatica

## Distretto di Stara Zagora
- Bratja Daskalovi
- Čirpan
- Gălăbovo
- Gurkovo
- Kazanlăk
- Măgliž
- Nikolaevo
- Opan
- Pavel Banja
- Radnevo
- Stara Zagora (capoluogo del distretto)

## Distretto di Šumen
- Hitrino
- Kaolinovo
- Kaspičan
- Nikola Kozlevo
- Novi Pazar
- Smjadovo
- Šumen (capoluogo del distretto)
- Vărbica
- Veliki Preslav
- Venec

## Distretto di Tărgovište
- Antonovo
- Omurtag
- Opaka
- Popovo
- Tărgovište (capoluogo del distretto)

## Distretto di Varna
- Aksakovo
- Avren
- Beloslav
- Bjala
- Dălgopol
- Devnja
- Dolni Čiflik
- Provadija
- Suvorovo
- Vălčidol
- Varna (capoluogo del distretto)
- Vetrino

## Distretto di Veliko Tărnovo
- Elena
- Gorna Orjahovica
- Ljaskovec
- Pavlikeni
- Polski Trămbeš
- Stražica
- Suhindol
- Svištov
- Veliko Tărnovo (capoluogo del distretto)
- Zlatarica

## Distretto di Vidin
- Belogradčik
- Bojnica
- Bregovo
- Čuprene
- Dimovo
- Gramada
- Kula
- Makreš
- Novo Selo
- Ružinci
- Vidin (capoluogo del distretto)

## Distretto di Vraca
- Borovan
- Bjala Slatina
- Hajredin
- Kozloduj
- Krivodol
- Mezdra
- Mizija
- Orjahovo
- Roman
- Vraca (capoluogo del distretto)